# Zarrentin (Amt)
L'amt Zarrentin est un amt de l'arrondissement de Ludwigslust-Parchim dans le land de Mecklembourg-Poméranie-Occidentale, au nord de l'Allemagne.

## Communes
1. Gallin (546)
2. Kogel (678)
3. Lüttow-Valluhn (852)
4. Vellahn (2 710)
5. Zarrentin am Schaalsee, ville * (4 984)